# LangChain
LangChain（ラングチェイン）は、大規模言語モデル（LLM）を使ったアプリケーションソフトウェアの作成を簡素化するように設計されたフレームワークである。言語モデル統合フレームワークとして、LangChainのユースケースは、文書解析や要約、チャットボット、コード解析など、一般的な言語モデルのユースケースとほぼ重なっている。

## 歴史
LangChainは、機械学習スタートアップ企業Robust Intelligenceに勤務していたハリソン・チェイス（Harrison Chase）によって、2022年10月にオープンソースプロジェクトとして立ち上げられた。このプロジェクトはすぐに人気を博し、GitHubでは数百名のコントリビューターによる改善、Twitterではトレンドの議論、プロジェクトのDiscordサーバ上では活発な活動、多くのYouTubeチュートリアル、サンフランシスコとロンドンでのミートアップなどが行われた。2023年4月、LangChainは法人化し、新しいスタートアップは、ベンチャーキャピタルBenchmarkから1,000万ドルの資金投資を発表した1週間後、セコイア・キャピタルから少なくとも2億ドルの評価額で2,000万ドル以上の資金を調達した。
2023年10月、LangChainは、LCEL（LangChain Expression Language）プロトタイプから本番運用可能なアプリケーションへの移行を促進するために設計された展開ツールLangServeを発表した。

## 統合化
2023年3月現在、LangChainはAmazon、Google、Microsoft Azureなどのクラウドストレージを含むシステムとの統合を含め、次のようなソフトウェアやサービスとの連携や、機能を有している。
- ニュース、映画情報、天気などのAPIラッパー
- Bashによる要約、構文とセマンティクスのチェック、およびシェルスクリプトの実行
- 複数のウェブスクレイピング・サブシステムとテンプレート
- 少数ショット学習用のプロンプト生成
- コード内の「todo」タスクの検索と要約
- Google Driveドキュメント、スプレッドシート、プレゼンテーションの要約、抽出、作成
- Google検索とMicrosoft Bingウェブ検索
- OpenAI、Anthropic、Hugging Face言語モデル
- iFixitの修理ガイドとWikiの検索と要約
- MapReduceによる質問回答、ドキュメントの結合、質問生成
- n-gram（英語版）重複スコアリング
- PDFファイルのテキスト抽出と操作のためのPyPDF、pdfminer、fitz、pymupdf
- PythonおよびJavaScriptのコード生成、分析、デバッグ
- ベクトル埋め込みを保存・取得するMilvusベクトルデータベース[6]
- 埋め込みとデータオブジェクトをキャッシュするWeaviateベクトルデータベース[7]
- Redisキャッシュデータベースストレージ
- APIリクエストのためのPython RequestsWrapperとその他のメソッド
- JSONサポートを含む、SQLおよびNoSQLデータベース
- ロギングを含むStreamlit
- k-最近傍探索のためのテキストマッピング
- タイムゾーン変換とカレンダー操作
- スレッドおよび非同期サブプロセス（英語版）の実行におけるスタックシンボルの追跡と記録
- Wolfram AlphaのWebサイトとSDK[8]

2023年4月現在、50種類を超えるドキュメント種類とデータソースを読み取ることができる。